# Xenopus ruwenzoriensis
Espèce
Statut de conservation UICN

 DD  : Données insuffisantes
Xenopus ruwenzoriensis est une espèce d'amphibiens de la famille des Pipidae.

## Répartition
Cette espèce se rencontre :
- dans l'est de la République démocratique du Congo ;
- dans l'ouest de l'Ouganda.

## Étymologie
Son nom d'espèce, composé de ruwenzori et du suffixe latin -ensis, « qui vit dans, qui habite », lui a été donné en référence au lieu de sa découverte, la vallée de la Semliki dans la chaine du Ruwenzori à la frontière de l'Ouganda et de la République démocratique du Congo.

## Publication originale
- Tymowska & Fischberg, 1973 : Chromosome complements of the genus Xenopus. Chromosoma, vol. 44, p. 335-342.